# 500px

로고

500px는 온라인 사진 커뮤니티로 사진 촬영에 관하여 취미 또는 전문가인 사들이 자신의 가장 좋은 사진을 업로드하는 것을 장려하는 것을 목적으로, 올레그 것솔 (Oleg Gutsol)과 예브게니 토체보타레프 (Evgeny Tchebotarev)가 공동으로 2009년 토론토에서 Web 2.0 벤처로 설립하였다.